# Кристиансен, Хенрик (конькобежец)
Хенрик Кристиансен (норв. Henrik Christiansen, р. 10 февраля 1983, Норвегия) — норвежский конькобежец, участник чемпионатов мира и Европы 2007 и 2008 годов. Тренер — Петер Мюлер.